# 梁守志
梁守志（英語：Peter Leung Shou Chi，1954年8月4日—），生於香港，為香港足球領隊，香港超級聯賽球會標準流浪首席顧問。曾任香港足球代表隊、南華足球隊及東方足球隊總監。

## 生平
梁守志生於香港，在1960年畢業於聖士提反堂小學暨幼稚園（幼稚園部），畢業於聖保羅書院（1967年入讀），先後在加山、南華、麗新及東方工作，於1992－95年球季，帶領東方連奪三屆香港甲組足球聯賽冠軍，2次成為聯賽「三冠王」，創出球會史上最佳成績，被稱為「東方皇朝」。
在東方皇朝後，梁守志再任南華總監，南華在2003年宣布削減班費改以「全華班」出戰新球季，梁守志因與南華會理念不同請辭。梁守志在2004年復出，擔任傑志策略發展總監，專責巿場推廣及制訂參與中國聯賽計劃。
2005年，梁守志第3次擔任南華總監。2006年因南華護級失敗辭職，但南華最終獲香港足球總會挽留在甲組。
2009年梁守志的前頸要做手术，到2013年病況更趨嚴重。2013年11月21日開刀，手術做了8小時，由頸到背共開了兩刀，他在醫院住了60天。
2019年7月，東方龍獅開操，隨着上季聯賽冠軍和富大埔主帥李志堅帶兵入閣出任球會總監兼主教練後，球會正式宣布「改朝換代」，而東方的代表性人物，包括廿多年前一手打造「東方王朝」的重臣梁守志均告離隊。梁守志雖然離開東方，但強調離開不代表退休，因為自己不是老闆也不是有錢人。
2021年1月4日，標準流浪宣布梁守志加盟，出任球隊首席顧問一職，負責球會公關及對外關係事務。

## 外部連結
- 東方龍獅官方網頁 （页面存档备份，存于）